# كلود بوييي
كلود سيرفي ماتياس بوِييِي (16 فبراير 1790 – 14  يونيو 1868) كان فيزيائي فرنسي وأستاذ فيزياء في جامعة السوربون وعضو في الأكاديمية الفرنسية للعلوم (انتخِب عام 1837).

## السيرة الذاتية
درس العلوم في المدرسة العليا للأساتذة بباريس، ومن 1829 إلى 1849 كان منضما للمعهد الوطني للفنون والحرف في البداية كأستاذ، ومدير انطلاقا من عام 1832. بعد وفاة بيير لويس دولونغ في عام 1838، بلغ كرسي الفيزياء في كلية العلوم. بعد أن ترأس لفترة وجيزة من الوقت، كرسي الفيزياء في المدرسة متعددة التكنولوجية سنة 1831، حيث خلف من بعد سيزار ديسبرتز في 1831 وغابريل لامي في عام 1832.
في عام 1852 تقاعد بوييي إجباريا من كلية العلوم لأنه رفض أن يتعهد بالولاء إلى الحكومة الإمبراطورية التي تولت السلطة في أواخر عام 1851.

## البحث العلمي
سُمي تأثير بوييي عرفانا له، وهي ظاهرة نشرها في عام 1822 بشأن الحرارة التي تنتج عن ترطيب الرمال الجافة.
قام بتطوير مقياس إشعاع شمسي وقدم بين 1837 و1838, أول قياسات كمية للثابت الشمسي. حيث كان تقدير 1228 W/m2، وهو قريب جدا من التقدير الحالي 1367 W/m2. استخدم قانون دولونغ-بوتي بشكل غير ملائم، لكي يقدر درجة حرارة سطح الشمس إلى حوالي 1800 درجة مئوية. وتم تصحيح هذه القيمة في عام 1879 إلى 5430 °C من قبل جوزيف ستيفان (1835-1893).
نشر عدة أعمال في البصريات والكهرباء, والمغناطيسية، والأرصاد الجوية، التصوير الفوتوغرافي والقياس الضوئي الفلكي. في مجال البصريات أجرى تحقيقات في ظواهر الحيود . في دراساته للكهرباء قام بتصميم جلفانومتر جيبي وظللي.
نشِر كتابه المشهود عن الفيزياء والأرصاد الجوية: "Éléments de physique expérimentale et de météorologie" في أربعة أجزاء. وتمت ترجمة الكتاب إلى اللغة الألمانية من قبل يوهان هاينريش جاكوب مولر، ونشرت بعنوان " Lehrbuch der Physik und Meteorologie".

(1896) إستشهد سفانت أرهنيوس بقدر كبير من أعمال بوييي.